# Cas Método 3
El cas Método 3 fou un cas de presumpte revelació de secrets vinculat a l'agència de detectius Método 3. Esclatà el febrer de 2013, amb l'escorcoll per part de la Policia Nacional d'Espanya dels locals de Método 3 i dels domicilis del seu director, Francisco Marco, i de tres empleats, tots quatre detinguts que van quedar en llibertat.
Una de les implicacions més controvertides va ser la publicació a Internet d'una part de la conversa mantinguda entre Alicia Sánchez-Camacho Pérez, presidenta del Partit Popular Català (PPC), i María Victoria Álvarez, ex-companya sentimental de Jordi Pujol Ferrusola, al restaurant La Camarga (Barcelona), realitzada suposadament per aquesta agència de detectius. El Partit Popular Català negà que Sánchez-Camacho estigués al corrent de la gravació i mesos després la presidenta del PPC arribà a un acord amb Método 3 per no portar el cas a la justícia, que l'arxivà sense cap mena de responsabilitat penal per Método 3.
Segons diverses investigacions periodístiques l'operació policial contra Método 3 s'ha d'emmarcar dins del que s'ha anomenat Operació Catalunya, i Alvarez estava a sou dels fons reservats de l’Estat a canvi del seu testimoni.
Com a conseqüència del cas, va dimitir el director general de Serveis Penitenciaris Xavier Martorell, acusat per haver encarregat espionatges per a Convergència i Unió, i José Zaragoza, com a membre de l'executiva del PSOE, per haver espiat Xavier García Albiol.